# Jewgeni Tichonowitsch Raikow
Jewgeni Tichonowitsch Raikow (russisch Евге́ний Ти́хонович Райко́в; * 25. März 1937 in Moskau; † 11. Juni 2010 ebenda) war ein russischer Opernsänger mit der Stimmlage Tenor.

## Leben
Raikow studierte ab 1958 Gesang am Moskauer Gnessin-Musikkonservatorium. Später führten ihn weitere Studien 1966 noch nach Italien an das Opernstudio der Mailänder Scala. 1961 wurde er als Solist an das Moskauer Bolschoi-Theater verpflichtet, an dem er lange Jahre wirkte. Dort sang er das lyrisch-dramatische Tenorfach. Seine Antrittsrolle dort war der Lenski in der Oper Eugen Onegin, die zu seinen besonderen Glanzpartien gehörte.
Er sang hauptsächlich die großen Tenorpartien des russischen Repertoires: Grigorij Otrepjew (der falsche Dmitri) und Fürst Schuiski in Boris Godunow, Fürst Golizyn in Chowanschtschina, Wladimir in Fürst Igor, Ivan Sobinin in Ein Leben für den Zaren, Bajan in Ruslan und Ljudmila und die Titelrolle in Sadko von Nikolai Rimski-Korsakow.
Zu seinen weiteren Rollen im italienischen, französischen und deutschen Fach gehörten: Radames in Aida, Fenton in Falstaff, Pinkerton in Madama Butterfly, Faust in Margarethe und Erik in Der Fliegende Holländer.
Raikow ist auch in einigen Schallplattenaufnahmen und Tondokumenten zu hören. Diese wurden auf dem Label Melodiya veröffentlicht. Er wirkte 1982 in einer Gesamtaufnahme der Oper Krieg und Frieden von Sergei Prokofjew unter der Leitung von Mark Ermler (1932–2002) mit. Ebenfalls unter Leitung von Mark Ermler nahm er mit dem Orchester des Bolschoi-Theaters die Romanze des Radames Se quel guerrier io fossi!..Celeste Aida aus der Oper Aida auf. Die Aufnahme befindet sich auch im Bestand des Deutschen Rundfunkarchivs in Potsdam. Außerdem sang er gemeinsam mit der Sopranistin Tamara Milaschkina und dem Großen Staatlichen Rundfunk-Sinfonieorchester der UdSSR unter Leitung von Evgeni Akulov Auszüge aus der von Peter Tschaikowski teilweise wieder vernichteten erfolglosen Oper Undine, unter anderem ein Duett zwischen dem Ritter Huldbrand und der Wassernixe Undine.
Raikow erhielt für seine künstlerischen Leistungen  mehrfach Auszeichnungen. 1970 gewann er den Zweiten Preis beim Internationalen Gesangswettbewerb in Sofia. 1970 wurde er auch mit dem Lenin-Komsomol-Preis ausgezeichnet. 1982 wurde er zum Volkskünstler der UdSSR ernannt. 2009 erhielt er den russischen Verdienstorden für das Vaterland.
Von 1966 bis 1991 war er Mitglied der KPdSU. Von 1990 bis 1994 leitete er das Opernstudio des Moskauer Bolschoi-Theaters.